# العلاقات البلغارية القبرصية
العلاقات البلغارية القبرصية هي العلاقات الثنائية التي تجمع بين بلغاريا وقبرص.

## مقارنة بين البلدين
هذه مقارنة عامة ومرجعية للدولتين:
| وجه المقارنة                                              | بلغاريا                                                                             | قبرص                                                                 |
| --------------------------------------------------------- | ----------------------------------------------------------------------------------- | -------------------------------------------------------------------- |
| المساحة (كم2)                                             | 110.99 ألف                                                                          | 9.24 ألف                                                             |
| عدد السكان (نسمة)                                         | 7.08 مليون                                                                          | 1.14 مليون                                                           |
| الكثافة السكانية (ن./كم²)                                 | 63.79                                                                               | 123.38                                                               |
| العاصمة                                                   | صوفيا                                                                               | نيقوسيا                                                              |
| اللغة الرسمية                                             | اللغة البلغارية                                                                     | اليونانية الحديثة، اللغة التركية، لغة يونانية                        |
| العملة                                                    | ليف بلغاري                                                                          | يورو، جنيه قبرصي                                                     |
| الناتج المحلي الإجمالي (بليون دولار)                      | 56.83 مليار                                                                         | 21.65 مليار                                                          |
| الناتج المحلي الإجمالي (تعادل القوة الشرائية) بليون دولار | 130.99 مليار                                                                        | 26.73 مليار                                                          |
| الناتج المحلي الإجمالي الاسمي للفرد دولار أمريكي          | 8.03 ألف                                                                            | 23.24 ألف                                                            |
| الناتج المحلي الإجمالي للفرد دولار أمريكي                 | 17.21 ألف                                                                           | 30.24 ألف                                                            |
| مؤشر التنمية البشرية                                      | 0.782                                                                               | 0.850                                                                |
| رمز المكالمات الدولي                                      | +359                                                                                | +357                                                                 |
| رمز الإنترنت                                              | .bg، .бг ‏                                                                           | .cy                                                                  |
| المنطقة الزمنية                                           | ت ع م+02:00، ت ع م+03:00، أوروبا/صوفيا ‏، توقيت شرق أوروبا، توقيت شرق أوروبا الصيفي ‏ | ت ع م+02:00، ت ع م+03:00، توقيت شرق أوروبا، توقيت شرق أوروبا الصيفي ‏ |

## مدن متوأمة
في ما يلي قائمة باتفاقيات التوأمة بين مدن بلغارية وقبرصية:
- ترتبط Varshets [الإنجليزية]‏ مع نيقوسيا باتفاقية توأمة.
- ترتبط تريافنا مع Agros, Cyprus [الإنجليزية]‏ باتفاقية توأمة.

## منظمات دولية مشتركة
يشترك البلدان في عضوية مجموعة من المنظمات الدولية، منها:
| علم المنظمة | اسم المنظمة                               | تاريخ انضمام بلغاريا | تاريخ انضمام قبرص |
| ----------- | ----------------------------------------- | -------------------- | ----------------- |
|             | المنظمة الأوروبية لسلامة الملاحة الجوية   | 1997                 | 1991              |
|             | منظمة الشرطة الجنائية الدولية             | ?                    | ?                 |
|             | الاتحاد البريدي العالمي                   | ?                    | ?                 |
|             | منظمة التجارة العالمية                    | 1 ديسمبر 1996        | ?                 |
|             | الفريق المعني برصد الأرض                  | ?                    | ?                 |
|             | مجموعة الموردين النوويين                  | ?                    | ?                 |
|             | منظمة الأمن والتعاون في أوروبا            | 25 يونيو 1973        | 25 يونيو 1973     |
|             | مؤسسة التمويل الدولية                     | 22 يوليو 1991        | 2 مارس 1962       |
|             | مجلس أوروبا                               | 7 مايو 1992          | ?                 |
|             | منظمة حظر الأسلحة الكيميائية              | ?                    | ?                 |
|             | الأمم المتحدة                             | 14 ديسمبر 1955       | 20 سبتمبر 1960    |
|             | الاتحاد الدولي للاتصالات                  | 18 سبتمبر 1880       | 24 أبريل 1961     |
|             | الاتحاد الأوروبي                          | 2007                 | 1 مايو 2004       |
|             | البنك الدولي للإنشاء والتعمير             | 25 سبتمبر 1990       | 21 ديسمبر 1961    |
|             | مجموعة أستراليا                           | 2001                 | 2000              |
|             | المركز الدولي لتسوية المنازعات الاستشارية | 13 مايو 2001         | 25 ديسمبر 1966    |
|             | وكالة ضمان الاستثمار متعدد الأطراف        | 23 سبتمبر 1992       | 12 أبريل 1988     |
|             | يونسكو                                    | 17 مايو 1956         | 6 فبراير 1961     |

## وصلات خارجية
- موقع وزارة الخارجية البلغارية
- موقع وزارة الخارجية القبرصية